# 瀧川鯉太
瀧川 鯉太（たきがわ こいた、1968年4月21日 - ）は、落語芸術協会所属の落語家。本名∶大西 洋士。

## 経歴
- 愛媛県立今治西高等学校を経て、明治大学経営学部卒業。
- 1996年
  - 2月∶瀧川鯉昇に入門[1]。
  - 4月∶前座となる。前座名鯉太[1]。
- 2000年4月∶二ツ目昇進[1]。
- 2009年5月∶三遊亭遊喜、橘ノ杏奈、春風亭鯉枝、3代目桂枝太郎とともに真打昇進[1]。

## 人物
- 汗っかきである。
- 舞台にカセットを置き「おさきに豊」「コント真彦」「並盛明菜」「長靴剛」等のモノマネ芸を演じる「バッタもん歌謡ショー」の持ちネタがある[2]。

### 趣味
- 競馬[1]
- オークション[1]